# Bittacus texanus
Bittacus texanus är en näbbsländeart som beskrevs av Banks 1908. Bittacus texanus ingår i släktet Bittacus och familjen styltsländor. Inga underarter finns listade i Catalogue of Life.